# Liste von Burgen, Schlössern und Festungen im Département Cher
Die Liste von Burgen, Schlössern und Festungen im Département Cher listet bestehende und abgegangene Anlagen im Département Cher auf. Das Département zählt zur Region Centre-Val de Loire in Frankreich.

Wappen des Départements Cher (18)
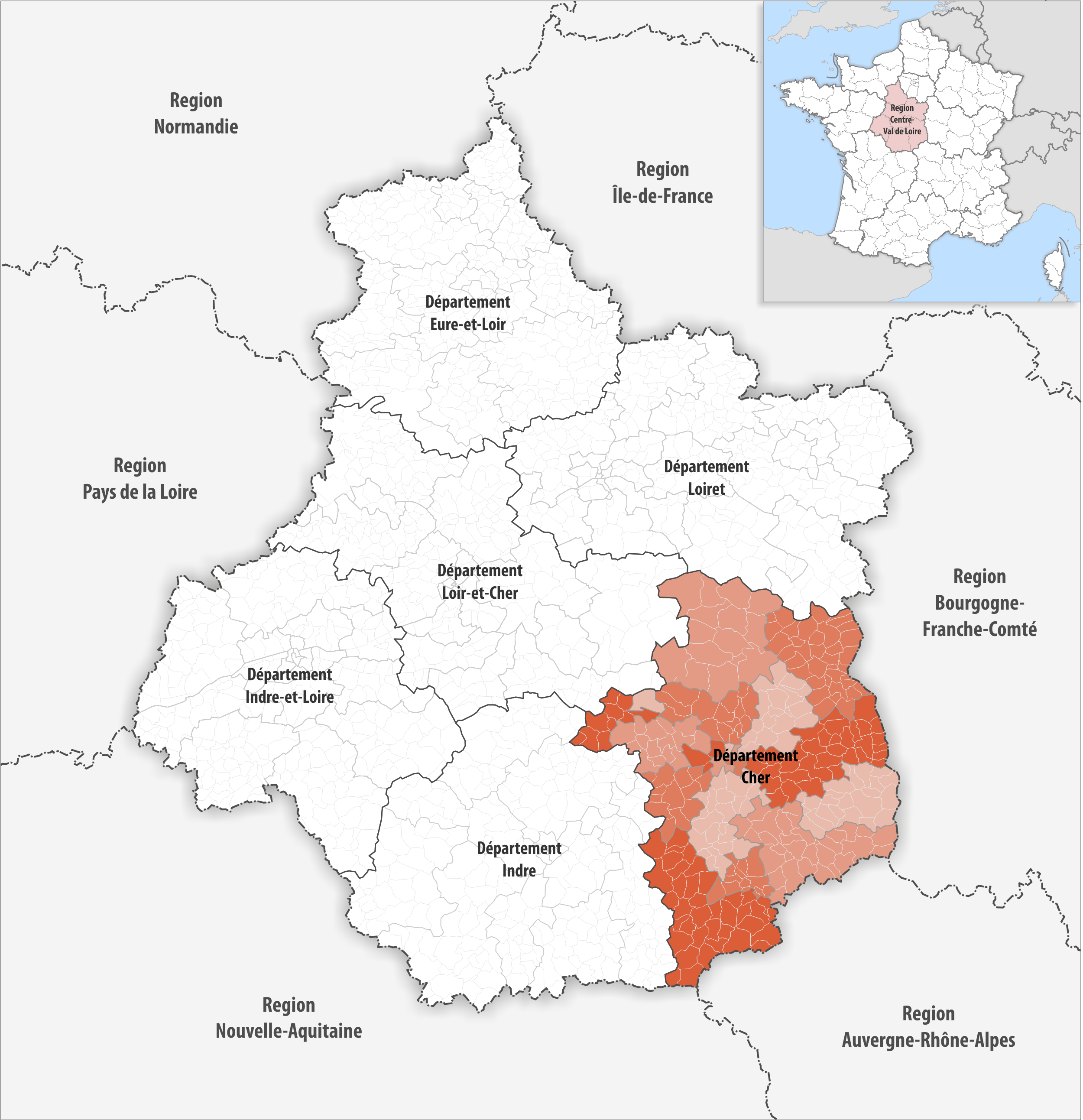
Lage des Départements Cher in der Region Centre-Val de Loire
Lage der Region Centre-Val de Loire in Frankreich

## Liste
Bestand am 16. Oktober 2022: 422
| Name deu / fra                                                           | Gemeinde / Lage                                  | Typ (Untertyp)        | Bemerkungen                                                                                  | Bild |
| ------------------------------------------------------------------------ | ------------------------------------------------ | --------------------- | -------------------------------------------------------------------------------------------- | ---- |
| Burg Aigue-Morte Château d'Aigue-Morte                                   | Venesmes 46,833231° N, 2,334208° O               | Burg                  | Ruine                                                                                        |      |
| Schloss Ainay-le-Vieil Château d'Ainay-le-Vieil                          | Ainay-le-Vieil 46,668184° N, 2,549715° O         | Schloss               |                                                                                              |      |
| Burg Les Aix-d’Angillon Donjon du château des Aix-d'Angillon             | Les Aix-d’Angillon 47,19792° N, 2,571404° O      | Burg                  | Nur der Donjon ist erhalten                                                                  |      |
| Schloss Allardes Château d'Allardes                                      | Givardon 46,842034° N, 2,818488° O               | Schloss               |                                                                                              |      |
| Schloss Apremont Château d'Apremont                                      | Apremont-sur-Allier                              | Schloss               |                                                                                              |      |
| Schloss Les Archevêques Château des Archevêques                          | Saint-Palais                                     | Schloss               |                                                                                              |      |
| Schloss Astilly Château d'Astilly                                        | Étréchy                                          | Schloss               |                                                                                              |      |
| Schloss Les Aubelles Château des Aubelles                                | Ménétréol-sous-Sancerre                          | Schloss               |                                                                                              |      |
| Schloss Les Aubiers Château des Aubiers                                  | Nançay                                           | Schloss               |                                                                                              |      |
| Schloss Aubigny Château d'Aubigny                                        | Aubigny-sur-Nère                                 | Schloss               |                                                                                              |      |
| Schloss Aubigny Château d'Aubigny                                        | Marseilles-lès-Aubigny                           | Schloss               |                                                                                              |      |
| Schloss Aubussay Château d'Aubussay                                      | Brinay                                           | Schloss               |                                                                                              |      |
| Schloss Augy Château d'Augy                                              | Farges-en-Septaine                               | Schloss               |                                                                                              |      |
| Schloss Augy Château d'Augy                                              | Sancergues                                       | Schloss               |                                                                                              |      |
| Schloss Autry Château d'Autry                                            | Méreau                                           | Schloss               |                                                                                              |      |
| Schloss Bagneux Château de Bagneux                                       | Saint-Pierre-les-Bois                            | Schloss               |                                                                                              |      |
| Schloss Bannay Château de Bannay                                         | Bannay                                           | Schloss               |                                                                                              |      |
| Schloss Bannegon Château de Bannegon                                     | Bannegon                                         | Schloss               |                                                                                              |      |
| Schloss Bar-Bonnebûche Château de Bar-Bonnebûche                         | Flavigny                                         | Schloss               |                                                                                              |      |
| Burg Les Barres Château vieux des Barres                                 | Bessais-le-Fromental                             | Burg                  |                                                                                              |      |
| Schloss Les Barres Château des Barres                                    | Bessais-le-Fromental                             | Schloss               |                                                                                              |      |
| Schloss Baugy Château de Baugy                                           | Baugy                                            | Schloss               |                                                                                              |      |
| Schloss Beauchêne Château de Beauchêne                                   | Allogny                                          | Schloss               |                                                                                              |      |
| Schloss Les Beaudeaux Château des Beaudeaux                              | Presly                                           | Schloss               |                                                                                              |      |
| Schloss Beaujeu Château de Beaujeu                                       | Sens-Beaujeu                                     | Schloss               |                                                                                              |      |
| Schloss Beaulieu Château de Beaulieu                                     | Rezay                                            | Schloss               |                                                                                              |      |
| Schloss Beauvoir Château de Beauvoir                                     | Marmagne                                         | Schloss               |                                                                                              |      |
| Schloss Beffes Château de Beffes                                         | Beffes                                           | Schloss               |                                                                                              |      |
| Schloss Bel Air Château de Bel Air                                       | Mornay-sur-Allier                                | Schloss               |                                                                                              |      |
| Schloss Belair Château de Belair                                         | Arçay                                            | Schloss               |                                                                                              |      |
| Schloss Les Bergeries Château des Bergeries                              | Osmery                                           | Schloss               |                                                                                              |      |
| Schloss Bernay Château de Bernay                                         | Le Chautay                                       | Schloss               |                                                                                              |      |
| Schloss Bernon Château de Bernon                                         | Bessais-le-Fromental                             | Schloss               |                                                                                              |      |
| Schloss Berthun Château de Berthun                                       | Torteron                                         | Schloss (Herrenhaus)  | Im Ortsteil Berthun                                                                          |      |
| Schloss Les Bertins Château des Bertins                                  | Vasselay                                         | Schloss               |                                                                                              |      |
| Schloss Béthune Château de Béthune (Château de la Chapelle-d’Angillon)   | La Chapelle-d’Angillon 47,360961° N, 2,435393° O | Schloss               |                                                                                              |      |
| Herrenhaus Le Beugnon Manoir du Beugnon                                  | Bourges                                          | Schloss (Herrenhaus)  |                                                                                              |      |
| Schloss La Beuvrière Château de la Beuvrière                             | Saint-Hilaire-de-Court                           | Schloss               |                                                                                              |      |
| Schloss Beuvron Château de Beuvron                                       | La Perche                                        | Schloss               |                                                                                              |      |
| Schloss Bigny Château de Bigny                                           | Vallenay                                         | Schloss               |                                                                                              |      |
| Schloss Billeron Château de Billeron                                     | Lugny-Champagne                                  | Schloss               |                                                                                              |      |
| Schloss Blancafort Château de Blancafort                                 | Blancafort                                       | Schloss               |                                                                                              |      |
| Schloss Le Blaudy Château du Blaudy                                      | Précy                                            | Schloss               |                                                                                              |      |
| Schloss Blet Château de Blet                                             | Blet                                             | Schloss               |                                                                                              |      |
| Schloss Blosset Château de Blosset                                       | Vignoux-sur-Barangeon                            | Schloss               |                                                                                              |      |
| Schloss Le Bois Chaumont Château du Bois Chaumont                        | Brinon-sur-Sauldre                               | Schloss               |                                                                                              |      |
| Schloss Bois Rogneux Château de Bois Rogneux                             | Vignoux-sous-les-Aix                             | Schloss               |                                                                                              |      |
| Schloss Bois Vert Château de Bois Vert                                   | Saint-Just                                       | Schloss               |                                                                                              |      |
| Schloss Bois-Bouzon Château de Bois-Bouzon                               | Farges-en-Septaine                               | Schloss               |                                                                                              |      |
| Schloss Bois-Sire-Amé Château de Bois-Sire-Amé                           | Vorly                                            | Schloss               |                                                                                              |      |
| Schloss Boisbriou Château de Boisbriou                                   | Pigny 47,167003° N, 2,446391° O                  | Schloss               |                                                                                              |      |
| Schloss Boisjardin Château de Boisjardin                                 | Osmoy                                            | Schloss               |                                                                                              |      |
| Burg Le Boisfort Motte féodale du Boisfort                               | Beffes                                           | Burg (Motte)          |                                                                                              |      |
| Schloss Bonnais Château de Bonnais                                       | Coust                                            | Schloss               |                                                                                              |      |
| Schloss Bonneau Château de Bonneau                                       | Bessais-le-Fromental                             | Schloss               |                                                                                              |      |
| Schloss Les Bordes Château des Bordes                                    | Brinon-sur-Sauldre                               | Schloss               |                                                                                              |      |
| Schloss Les Bordes Château des Bordes                                    | Jussy-le-Chaudrier                               | Schloss               |                                                                                              |      |
| Schloss Les Bordes Château des Bordes                                    | La Chapelle-Hugon                                | Schloss               |                                                                                              |      |
| Schloss Boucard Château de Boucard                                       | Le Noyer                                         | Schloss               |                                                                                              |      |
| Schloss Le Boueix Château du Boueix                                      | Préveranges                                      | Schloss               |                                                                                              |      |
| Schloss Les Bouffards Château des Bouffards                              | Brinon-sur-Sauldre                               | Schloss               |                                                                                              |      |
| Oberes Schloss Le Boulay Château haut du Boulay                          | Nançay                                           | Schloss               |                                                                                              |      |
| Unteres Schloss Le Boulay Château bas du Boulay                          | Nançay                                           | Schloss               |                                                                                              |      |
| Schloss La Boulaye Château de la Boulaye                                 | Subligny                                         | Schloss               |                                                                                              |      |
| Schloss La Bourdinière Château de la Bourdinière                         | Clémont                                          | Schloss               |                                                                                              |      |
| Schloss Le Bourg Château du bourg                                        | Fussy                                            | Schloss               |                                                                                              |      |
| Schloss La Bourgeoisie Château de la Bourgeoisie                         | Herry                                            | Schloss               |                                                                                              |      |
| Schloss Les Brandes Château des Brandes                                  | Presly                                           | Schloss               |                                                                                              |      |
| Schloss Les Brassins Château des Brassins                                | Ennordres                                        | Schloss               |                                                                                              |      |
| Schloss Brécy Château de Brécy                                           | Brécy                                            | Schloss               |                                                                                              |      |
| Schloss Breton Château Breton                                            | Aubinges                                         | Schloss               |                                                                                              |      |
| Schloss Les Breux Château Les Breux                                      | Villeneuve-sur-Cher                              | Schloss               |                                                                                              |      |
| Schloss Brinay Château de Brinay                                         | Brinay                                           | Schloss               |                                                                                              |      |
| Schloss Brinon-sur-Sauldre Château de Brinon-sur-Sauldre                 | Brinon-sur-Sauldre                               | Schloss               |                                                                                              |      |
| Schloss Le Briou Château du Briou                                        | Nérondes                                         | Schloss               |                                                                                              |      |
| Schloss Le Briou d’Autry Château le Briou d'Autry                        | Méreau                                           | Schloss               |                                                                                              |      |
| Schloss La Brosse Château de la Brosse                                   | Brinay                                           | Schloss               |                                                                                              |      |
| Schloss La Brosse Château de la Brosse                                   | Farges-Allichamps                                | Schloss               |                                                                                              |      |
| Schloss La Brosse Château de la Brosse                                   | Thénioux                                         | Schloss               |                                                                                              |      |
| Schloss La Brosse Château de la Brosse                                   | Vasselay                                         | Schloss               |                                                                                              |      |
| Schloss Les Brosses Château des Brosses                                  | Blet                                             | Schloss               |                                                                                              |      |
| Schloss La Brossette Château de La Brossette                             | Ennordres                                        | Schloss               |                                                                                              |      |
| Schloss La Bruère Château de la Bruère                                   | Méry-sur-Cher                                    | Schloss               |                                                                                              |      |
| Schloss La Bruyère Château de la Bruyère                                 | Chezal-Benoît                                    | Schloss               |                                                                                              |      |
| Schloss Buranlure Château de Buranlure                                   | Boulleret                                        | Schloss               |                                                                                              |      |
| Schloss Bussy Château de Bussy                                           | Bussy                                            | Schloss (Festes Haus) |                                                                                              |      |
| Schloss Careil Château de Careil                                         | Sainte-Thorette                                  | Schloss               |                                                                                              |      |
| Schloss Le Carroir Château du Carroir                                    | Saint-Pierre-les-Bois                            | Schloss               |                                                                                              |      |
| Schloss La Cartonnerie Château de la Cartonnerie                         | Ignol                                            | Schloss               |                                                                                              |      |
| Schloss Castelnau Château de Castelnau                                   | Plou                                             | Schloss               |                                                                                              |      |
| Schloss Cerbois Château de Cerbois                                       | Cerbois                                          | Schloss               |                                                                                              |      |
| Schloss Chaillot Château de Chaillot                                     | Vierzon                                          | Schloss               |                                                                                              |      |
| Schloss Le Chaillou Château du Chaillou                                  | Lury-sur-Arnon                                   | Schloss               |                                                                                              |      |
| Schloss Le Chalet de la Croix Château du Chalet de la Croix              | Neuvy-sur-Barangeon                              | Schloss               |                                                                                              |      |
| Schloss Chalivoy Château de Chalivoy                                     | Herry                                            | Schloss               |                                                                                              |      |
| Schloss Chalivoy-la-Noix Château de Chalivoy-la-Noix                     | Ourouer-les-Bourdelins                           | Schloss               |                                                                                              |      |
| Schloss Chambon Château de Chambon                                       | Saint-Just                                       | Schloss               |                                                                                              |      |
| Schloss Champgrand Château de Champgrand                                 | Quantilly                                        | Schloss               |                                                                                              |      |
| Schloss Champroy Château de Champroy                                     | Lunery                                           | Schloss               |                                                                                              |      |
| Schloss Chapelutte Château de Chapelutte                                 | Saint-Éloy-de-Gy                                 | Schloss               |                                                                                              |      |
| Schloss Chappe Château de Chappe                                         | Bourges                                          | Schloss               |                                                                                              |      |
| Schloss La Chapelle-Montlinard Château de la Chapelle-Montlinard         | La Chapelle-Montlinard                           | Schloss               |                                                                                              |      |
| Schloss La Chaponnière Château de la Chaponnière                         | Saint-Hilaire-de-Court                           | Schloss               |                                                                                              |      |
| Burg Charenton-du-Cher Château de Charenton-du-Cher                      | Charenton-du-Cher                                | Burg                  | Reste einer Wallburg                                                                         |      |
| Schloss Charentonnay Château de Charentonnay                             | Charentonnay                                     | Schloss               |                                                                                              |      |
| Schloss Charly Château Charly                                            | Charly                                           | Schloss               |                                                                                              |      |
| Schloss La Charnaye Château de la Charnaye                               | Argenvières                                      | Schloss               |                                                                                              |      |
| Schloss La Charnaye Château de la Charnaye                               | Montigny                                         | Schloss               |                                                                                              |      |
| Schloss Chârost Château de Chârost                                       | Chârost                                          | Schloss               |                                                                                              |      |
| Schloss Châteaufer Château de Châteaufer                                 | Bruère-Allichamps                                | Schloss               |                                                                                              |      |
| Schloss Châteaumeillant Château de Châteaumeillant                       | Châteaumeillant                                  | Schloss               |                                                                                              |      |
| Schloss Châteauneuf-sur-Cher Château de Châteauneuf-sur-Cher             | Châteauneuf-sur-Cher                             | Schloss               |                                                                                              |      |
| Schloss Le Châtelet Château du Châtelet                                  | Le Châtelet                                      | Schloss               |                                                                                              |      |
| Schloss Le Châtelier Château du Châtelier                                | Saint-Florent-sur-Cher                           | Schloss               |                                                                                              |      |
| Festes Haus Chaudenay Maison forte de Chaudenay                          | Faverdines                                       | Schloss (Festes Haus) |                                                                                              |      |
| Schloss La Chaume Château de la Chaume                                   | Lantan                                           | Schloss               |                                                                                              |      |
| Schloss La Chaumelle Château de la Chaumelle                             | Les Aix-d’Angillon                               | Schloss               |                                                                                              |      |
| Schloss Le Chêne Château du Chêne                                        | Nohant-en-Graçay                                 | Schloss               |                                                                                              |      |
| Schloss Les Cheneaux Château des Cheneaux                                | Sainte-Montaine                                  | Schloss               |                                                                                              |      |
| Schloss Les Cherriers Château des Cherriers                              | Oizon                                            | Schloss               |                                                                                              |      |
| Schloss Chevilly Château de Chevilly                                     | Méreau                                           | Schloss               |                                                                                              |      |
| Herrenhaus Chezelles Manoir de Chezelles                                 | La Guerche-sur-l’Aubois                          | Schloss (Herrenhaus)  |                                                                                              |      |
| Schloss Chou Château de Chou                                             | Moulins-sur-Yèvre                                | Schloss               |                                                                                              |      |
| Schloss Colombe Château de Colombe                                       | Saint-Baudel                                     | Schloss               |                                                                                              |      |
| Schloss Le Colombier Château du Colombier                                | Villequiers                                      | Schloss               |                                                                                              |      |
| Schloss Contremoret Château de Contremoret                               | Fussy                                            | Schloss               |                                                                                              |      |
| Schloss Contres Château de Contres                                       | Contres                                          | Schloss               |                                                                                              |      |
| Schloss Cornançay Château de Cornançay                                   | Épineuil-le-Fleuriel                             | Schloss               |                                                                                              |      |
| Templerburg Cornusse Château des Templiers                               | Cornusse                                         | Burg                  |                                                                                              |      |
| Schloss Le Coudray Château du Coudray                                    | Brinon-sur-Sauldre                               | Schloss               |                                                                                              |      |
| Schloss Le Coudray Château du Coudray                                    | Civray                                           | Schloss               |                                                                                              |      |
| Schloss Couët Château de Couët                                           | Menetou-Râtel                                    | Schloss               |                                                                                              |      |
| Schloss Coulange Château de Coulange                                     | Lury-sur-Arnon                                   | Schloss               |                                                                                              |      |
| Schloss Coulon Château de Coulon                                         | Graçay                                           | Schloss               |                                                                                              |      |
| Schloss Le Coupoy Château du Coupoy                                      | Gron                                             | Schloss               |                                                                                              |      |
| Schloss La Cour Château de la Cour                                       | Allogny                                          | Schloss               |                                                                                              |      |
| Schloss La Cour Château de la Cour                                       | Ivoy-le-Pré                                      | Schloss               |                                                                                              |      |
| Schloss La Cour Château de la Cour                                       | Vesdun                                           | Schloss               |                                                                                              |      |
| Schloss La Courcelle Château de la Courcelle                             | Saint-Priest-la-Marche                           | Schloss               |                                                                                              |      |
| Schloss Le Creuzet Château du Creuzet                                    | Coust                                            | Schloss               |                                                                                              |      |
| Schloss Crézancy-en-Sancerre Château de Crézancy-en-Sancerre             | Crézancy-en-Sancerre                             | Schloss               |                                                                                              |      |
| Schloss La Croisette Château de la Croisette                             | Chezal-Benoît                                    | Schloss               |                                                                                              |      |
| Schloss La Croix Château de La Croix                                     | Neuilly-en-Sancerre                              | Schloss               |                                                                                              |      |
| Schloss La Croslaie Château de la Croslaie                               | Villegenon                                       | Schloss               |                                                                                              |      |
| Schloss Crosses Château de Crosses                                       | Crosses                                          | Schloss               |                                                                                              |      |
| Burg Cuffy Château de Cuffy                                              | Cuffy                                            | Burg                  | Ruine                                                                                        |      |
| Burg Culan Château de Culan                                              | Culan                                            | Burg                  |                                                                                              |      |
| Schloss Dame Château de Dame                                             | Saint-Éloy-de-Gy                                 | Schloss               |                                                                                              |      |
| Schloss Deffens Château de Deffens                                       | Osmery                                           | Schloss               |                                                                                              |      |
| Schloss La Devinière Château de la Devinière                             | Presly                                           | Schloss               |                                                                                              |      |
| Schloss Le Domaine Château du Domaine                                    | Osmery                                           | Schloss               |                                                                                              |      |
| Schloss Doys Château de Doys                                             | Garigny                                          | Schloss               |                                                                                              |      |
| Schloss Drulon Château de Drulon                                         | Loye-sur-Arnon                                   | Schloss               |                                                                                              |      |
| Schloss Dun-sur-Auron Château de Dun-sur-Auron                           | Dun-sur-Auron                                    | Schloss               |                                                                                              |      |
| Schloss L’Echeneau Château de l'Echeneau                                 | Ennordres                                        | Schloss               |                                                                                              |      |
| Burg Epineuil-le-Fleuriel Motte féodale d'Epineuil-le-Fleuriel           | Épineuil-le-Fleuriel                             | Burg (Motte)          |                                                                                              |      |
| Schloss L’Epinière Château de L'Epinière                                 | Saint-Éloy-de-Gy                                 | Schloss               |                                                                                              |      |
| Schloss Les Epourneaux Château des Epourneaux                            | Saint-Georges-de-Poisieux                        | Schloss               |                                                                                              |      |
| Schloss Les Estiveaux Château des Estiveaux                              | Le Châtelet                                      | Schloss               |                                                                                              |      |
| Schloss L’Étang Château de l'Étang                                       | Sancerre                                         | Schloss               |                                                                                              |      |
| Schloss Farges Château de Farges                                         | Farges-Allichamps                                | Schloss               |                                                                                              |      |
| Schloss Fay Château de Fay                                               | Vierzon                                          | Schloss               |                                                                                              |      |
| Schlösser La Faye Châteaux de la Faye                                    | Ménétréol-sur-Sauldre                            |                       |                                                                                              |      |
| Schloss La Férolle Château de la Férolle                                 | Nozières                                         | Schloss               |                                                                                              |      |
| Schloss La Férolle Château de la Férolle                                 | Saint-Amand-Montrond                             | Schloss               |                                                                                              |      |
| Schloss Ferrandeau Château de Ferrandeau                                 | Lury-sur-Arnon                                   | Schloss               |                                                                                              |      |
| Schloss La Ferté Château de la Ferté                                     | Lazenay                                          | Schloss               |                                                                                              |      |
| Schloss Feularde Château de Feularde                                     | Annoix                                           | Schloss               |                                                                                              |      |
| Schloss Feularde Château de Feularde                                     | Fussy                                            | Schloss               |                                                                                              |      |
| Schloss Foëcy Château de Foëcy                                           | Foëcy                                            | Schloss               |                                                                                              |      |
| Schloss Fonsbelle Château de Fonsbelle                                   | Presly                                           | Schloss               |                                                                                              |      |
| Burg Font-Moreau Château de Font-Moreau                                  | Plou                                             | Burg                  | Ruine                                                                                        |      |
| Schloss Les Fontaines Château des Fontaines                              | Allouis                                          | Schloss               |                                                                                              |      |
| Schloss Les Fontaines Château des Fontaines                              | Ivoy-le-Pré                                      | Schloss               |                                                                                              |      |
| Schloss Fontenay Château de Fontenay                                     | Tendron                                          | Schloss               |                                                                                              |      |
| Schloss La Forest Château de la Forest                                   | Saint-Florent-sur-Cher                           | Schloss               |                                                                                              |      |
| Schloss La Forêt-Grailly Château de la Forêt-Grailly                     | Saint-Christophe-le-Chaudry                      | Schloss               | Erst eine Burg, dann ein Renaissance-Schloss                                                 |      |
| Schloss La Forêt Château de la Forêt                                     | Méry-sur-Cher                                    | Schloss               |                                                                                              |      |
| Schloss La Forêt Château de la Forêt                                     | Thaumiers 46,823333° N, 2,640555° O              | Schloss               |                                                                                              |      |
| Schloss Les Fougères Château des Fougères                                | Allogny                                          | Schloss               |                                                                                              |      |
| Schloss La Foye Château de La Foye                                       | Saint-Ambroix                                    | Schloss               |                                                                                              |      |
| Schloss Frappon Château de Frappon                                       | Vesdun                                           | Schloss               |                                                                                              |      |
| Schloss Les Gadeaux Château des Gadeaux                                  | Bourges                                          | Schloss               |                                                                                              |      |
| Schloss Gaillard Château Gaillard                                        | Germigny-l’Exempt                                | Schloss               |                                                                                              |      |
| Schloss Gaillard Château Gaillard                                        | La Chapelle-Montlinard                           | Schloss (Herrenhaus)  |                                                                                              |      |
| Schloss Galifard Château de Galifard                                     | Villeneuve-sur-Cher                              | Schloss               |                                                                                              |      |
| Herrenhaus La Gaillardière Manoir de la Gaillardière                     | Vierzon                                          | Schloss (Herrenhaus)  |                                                                                              |      |
| Schloss Germigny Château de Germigny                                     | Bourges                                          | Schloss               |                                                                                              |      |
| Schloss Les Gillons Château des Gillons                                  | La Chapelle-d’Angillon 47,374309° N, 2,464114° O | Schloss               |                                                                                              |      |
| Herrenhaus Les Girouettes Manoir des Girouettes                          | Loye-sur-Arnon                                   | Schloss (Herrenhaus)  |                                                                                              |      |
| Herrenhaus Givry Manoir de Givry                                         | Cours-les-Barres                                 | Schloss (Herrenhaus)  |                                                                                              |      |
| Schloss Grammont Château de Grammont                                     | Châteaumeillant                                  | Schloss               |                                                                                              |      |
| Schloss Le Grand Lac Château du Grand Lac                                | Trouy                                            | Schloss               |                                                                                              |      |
| Schloss Le Grand Lomoy Château du Grand Lomoy                            | Morlac                                           | Schloss               |                                                                                              |      |
| Schloss Le Grand Manay Château du Grand Manay                            | Étréchy                                          | Schloss               |                                                                                              |      |
| Schloss Le Grand-Besse Château du Grand-Besse                            | Saint-Maur                                       | Schloss               |                                                                                              |      |
| Schloss La Grange Château de la Grange                                   | Orcenais                                         | Schloss               |                                                                                              |      |
| Schloss Le Gravier Château du Gravier                                    | La Guerche-sur-l’Aubois                          | Schloss               |                                                                                              |      |
| Herrenhaus Grégueil Maison Grégueil                                      | Châteaumeillant                                  | Schloss (Herrenhaus)  | Ehemaliges Schloss, heute Musée archéologique Emile Chenon; erbaut im 15./16. Jahrhundert    |      |
| Schloss Gron Château de Gron                                             | Gron                                             | Schloss               |                                                                                              |      |
| Schloss Grossouvre Château de Grossouvre                                 | Grossouvre                                       | Schloss               |                                                                                              |      |
| Schloss Guérigny Château de Guérigny                                     | Lury-sur-Arnon                                   | Schloss               |                                                                                              |      |
| Schloss Guilly Château de Guilly                                         | Brécy                                            | Schloss (Herrenhaus)  |                                                                                              |      |
| Schloss Les Guyots Château les Guyots                                    | Argent-sur-Sauldre                               | Schloss               |                                                                                              |      |
| Schloss Gy Château de Gy                                                 | Massay                                           | Schloss               |                                                                                              |      |
| Schloss Les Héraults Château les Héraults                                | Neuilly-en-Dun                                   | Schloss               |                                                                                              |      |
| Schloss Herry Château d'Herry                                            | Herry                                            | Schloss               |                                                                                              |      |
| Schloss L’Hospital-du-Fresne Château de l'Hospital-du-Fresne             | Blancafort                                       | Schloss               |                                                                                              |      |
| Schloss L’Hôtel de Ville Château de l'Hôtel de Ville                     | La Guerche-sur-l’Aubois                          | Schloss               |                                                                                              |      |
| Burg Humbligny Château d'Humbligny                                       | Humbligny                                        | Burg (Motte)          | Nur der Turmhügel erhalten                                                                   |      |
| Schloss Igny Château d'Igny                                              | La Perche                                        | Schloss               |                                                                                              |      |
| Schloss L’Isle-sur-Arnon Château de l'Isle-sur-Arnon                     | Touchay                                          | Schloss               |                                                                                              |      |
| Schloss Ivoy-le-Pré Château d'Ivoy-le-Pré                                | Ivoy-le-Pré                                      | Schloss               |                                                                                              |      |
| Palais Jacques-Cœur                                                      | Bourges                                          | Schloss (Palais)      |                                                                                              |      |
| Schloss Jars Château de Jars                                             | Jars                                             | Schloss               |                                                                                              |      |
| Schloss Jeu Château de Jeu                                               | Neuvy-sur-Barangeon                              | Schloss               |                                                                                              |      |
| Schloss La Jonchère Château de la Jonchère                               | Concressault                                     | Schloss               |                                                                                              |      |
| Schloss La Jonchère Château de la Jonchère                               | Sainte-Solange                                   | Schloss               |                                                                                              |      |
| Donjon Jouy Donjon de Jouy                                               | Sancoins                                         | Burg (Donjon)         |                                                                                              |      |
| Schloss Jussy Château de Jussy                                           | Jussy-Champagne                                  | Schloss               |                                                                                              |      |
| Schloss Lagrange-Montalivet Château de Lagrange-Montalivet               | Saint-Bouize                                     | Schloss               |                                                                                              |      |
| Schloss Lambussay Château de Lambussay                                   | Serruelles                                       | Schloss               |                                                                                              |      |
| Schloss La Lande Château de la Lande                                     | Saulzais-le-Potier                               | Schloss               |                                                                                              |      |
| Schlösser Landeroyne Châteaux de Landeroyne                              | Ménétréol-sur-Sauldre                            | Schloss               |                                                                                              |      |
| Schloss Laumoy Château de Laumoy                                         | Neuilly-en-Dun                                   | Schloss               |                                                                                              |      |
| Schloss Lauroy Château de Lauroy                                         | Clémont                                          | Schloss               |                                                                                              |      |
| Schloss Laverdines Château de Laverdines                                 | Baugy                                            | Schloss               |                                                                                              |      |
| Burg Lazenay Château vieux de Lazenay                                    | Bourges                                          | Burg                  |                                                                                              |      |
| Schloss Lazenay Château de Lazenay                                       | Bourges                                          | Schloss               |                                                                                              |      |
| Schloss Lazenay Château de Lazenay                                       | Lazenay                                          | Schloss               |                                                                                              |      |
| Schloss Lhuys Château de Lhuys                                           | Brinon-sur-Sauldre                               | Schloss               |                                                                                              |      |
| Schloss Liénesse Château de Liénesse                                     | Neuilly-en-Dun                                   | Schloss               |                                                                                              |      |
| Schloss Le Lieu Château du Lieu                                          | Cours-les-Barres                                 | Schloss               |                                                                                              |      |
| Schloss Lignières Château de Lignières                                   | Lignières                                        | Schloss               |                                                                                              |      |
| Schloss Loince Château de Loince                                         | Nançay                                           | Schloss               |                                                                                              |      |
| Schloss Longchamps Château de Longchamps                                 | Nohant-en-Graçay                                 | Schloss               |                                                                                              |      |
| Schloss Loye Château de Loye                                             | Morogues                                         | Schloss               |                                                                                              |      |
| Schloss Lugny Château de Lugny                                           | Lugny-Champagne                                  | Schloss               |                                                                                              |      |
| Schloss Lusson Château de Lusson                                         | Aubinges                                         | Schloss               |                                                                                              |      |
| Schloss Madrolle Château de Madrolle                                     | Méreau                                           | Schloss               |                                                                                              |      |
| Schloss Maison Nouvelle Château de Maison Nouvelle                       | Cuffy                                            | Schloss (Herrenhaus)  |                                                                                              |      |
| Schloss La Maisonfort Château de la Maisonfort                           | Genouilly                                        | Schloss               |                                                                                              |      |
| Schloss Malçay Château de Malçay                                         | Bussy                                            | Schloss               |                                                                                              |      |
| Schloss Mamets Château de Mamets                                         | Saint-Laurent                                    | Schloss               |                                                                                              |      |
| Schloss Mangoux Château de Mangoux                                       | Vorly                                            | Schloss               |                                                                                              |      |
| Schloss Marcilly Château de Marcilly                                     | Chaumoux-Marcilly                                | Schloss               |                                                                                              |      |
| Burg Mareuil-sur-Arnon Château de Mareuil-sur-Arnon                      | Mareuil-sur-Arnon                                | Burg                  | Ruine                                                                                        |      |
| Schloss Marmagne Château de Marmagne                                     | Marmagne                                         | Schloss               |                                                                                              |      |
| Schloss Maubranche Château de Maubranche                                 | Moulins-sur-Yèvre                                | Schloss               |                                                                                              |      |
| Schloss Maupas Château de Maupas                                         | Morogues                                         | Schloss               |                                                                                              |      |
| Schloss Maurepas Château de Maurepas                                     | Chéry                                            | Schloss               |                                                                                              |      |
| Schloss Mauzé Château de Mauzé                                           | Presly                                           | Schloss               |                                                                                              |      |
| Schloss Mazières Château de Mazières                                     | Poisieux                                         | Schloss               |                                                                                              |      |
| Schloss Mazières Château de Mazières                                     | Sainte-Solange                                   | Schloss               |                                                                                              |      |
| Schloss Les Mazières Château des Mazières                                | Saulzais-le-Potier                               | Schloss               |                                                                                              |      |
| Schloss Mehun-sur-Yèvre Château de Mehun-sur-Yèvre                       | Mehun-sur-Yèvre                                  | Schloss               | Ruine                                                                                        |      |
| Schloss Meillant Château de Meillant                                     | Meillant                                         | Schloss               |                                                                                              |      |
| Schloss Menetou-Couture Château de Menetou-Couture                       | Menetou-Couture                                  | Schloss               |                                                                                              |      |
| Schloss Menetou-Salon Château de Menetou-Salon                           | Menetou-Salon                                    | Schloss               |                                                                                              |      |
| Schloss Méry-sur-Cher Château de Méry-sur-Cher                           | Méry-sur-Cher                                    | Schloss               |                                                                                              |      |
| Schloss Meslon Château de Meslon                                         | Coust                                            | Schloss               |                                                                                              |      |
| Schloss Milly Château de Milly                                           | Torteron                                         | Schloss (Herrenhaus)  | Im Ortsteil Milly                                                                            |      |
| Schloss La Minée Château de la Minée                                     | Brinon-sur-Sauldre                               | Schloss               |                                                                                              |      |
| Schloss Moison Château de Moison                                         | Ivoy-le-Pré                                      | Schloss               |                                                                                              |      |
| Schloss Le Montet Château du Montet                                      | Saint-Éloy-de-Gy                                 | Schloss               |                                                                                              |      |
| Schloss Montrond Château de Montrond                                     | Saint-Amand-Montrond                             | Burg, später Festung  | Letzte französische Festung die während eines Bürgerkriegs des Ancien Régime belagert wurde. |      |
| Festes Haus Mornay Maison forte de Mornay                                | Mornay-Berry                                     | Burg (Festes Haus)    |                                                                                              |      |
| Schloss La Mothe Château de la Mothe                                     | Marçais                                          | Schloss               |                                                                                              |      |
| Burg La Motte Beraud Château de la Motte Beraud                          | Sagonne                                          | Burg (Motte)          | In ein Wohngebäude umgewandelt                                                               |      |
| Schloss La Motte d’Hyors Château de la Motte d'Hyors                     | Massay                                           | Schloss               |                                                                                              |      |
| Schloss La Motte Château de la Motte                                     | Ennordres                                        | Schloss               |                                                                                              |      |
| Schloss La Motte Turlin Château de la Motte Turlin                       | Primelles                                        | Schloss               |                                                                                              |      |
| Schloss Moulin Neuf Château de Moulin Neuf                               | Villeneuve-sur-Cher                              | Schloss               |                                                                                              |      |
| Schloss Les Murs Château des Murs                                        | Méreau                                           | Schloss               |                                                                                              |      |
| Schloss Nançay Château de Nançay                                         | Nançay                                           | Schloss               |                                                                                              |      |
| Schloss Nancray Château de Nancray                                       | Jars                                             | Schloss               |                                                                                              |      |
| Schloss Les Nérots Château des Nérots                                    | Clémont                                          | Schloss               |                                                                                              |      |
| Schloss Neuville Château de Neuville                                     | Saint-Ambroix                                    | Schloss               |                                                                                              |      |
| Burg Neuvy-le-Barrois Château de Neuvy-le-Barrois                        | Neuvy-le-Barrois                                 | Burg                  |                                                                                              |      |
| Schloss La Noue Château de la Noue                                       | Vierzon                                          | Schloss               |                                                                                              |      |
| Schloss Nourioux Château de Nourioux                                     | Foëcy                                            | Schloss               |                                                                                              |      |
| Schloss Nozay Château de Nozay                                           | Sainte-Gemme-en-Sancerrois                       | Schloss               |                                                                                              |      |
| Schloss L’Oizenotte Château de l'Oizenotte                               | Oizon                                            | Schloss               |                                                                                              |      |
| Schloss L’Ormoy Château de l'Ormoy                                       | Saint-Laurent                                    | Schloss               |                                                                                              |      |
| Schloss Ourouer Château d'Ourouer                                        | Ourouer-les-Bourdelins                           | Schloss               |                                                                                              |      |
| Schloss Parassy Château de Parassy                                       | Parassy                                          | Schloss               |                                                                                              |      |
| Schloss Les Patineaux Château des Patineaux                              | Méry-ès-Bois                                     | Schloss               |                                                                                              |      |
| Schloss Le Pavillon Château du Pavillon                                  | Ineuil                                           | Schloss               |                                                                                              |      |
| Schloss Le Pavillon Château du Pavillon                                  | Vereaux                                          | Schloss               |                                                                                              |      |
| Schloss Pée Château de Pée                                               | Neuvy-le-Barrois                                 | Schloss               |                                                                                              |      |
| Schloss Les Peluyes Château des Peluyes                                  | Saint-Ambroix                                    | Schloss               |                                                                                              |      |
| Schloss La Périsse Château de la Périsse                                 | Dun-sur-Auron                                    | Schloss               |                                                                                              |      |
| Schloss Le Perron Château du Perron                                      | Saint-Éloy-de-Gy                                 | Schloss               |                                                                                              |      |
| Schloss Pesselières Château de Pesselières                               | Jalognes                                         | Schloss               |                                                                                              |      |
| Schloss Le Petit Besse Château du Petit Besse                            | Saint-Jeanvrin                                   | Schloss               |                                                                                              |      |
| Schloss Le Petit-Chambord Château du Petit-Chambord                      | Lury-sur-Arnon                                   | Schloss               |                                                                                              |      |
| Schloss La Petite Chabotière Château de la Petite Chabotière             | Neuvy-sur-Barangeon                              | Schloss               |                                                                                              |      |
| Schloss Le Pezeau Château du Pezeau                                      | Boulleret                                        | Schloss               |                                                                                              |      |
| Schloss Pierry Château de Pierry                                         | Charly                                           | Schloss               |                                                                                              |      |
| Herrenhaus Pigny Manoir de Pigny                                         | Pigny 47,167764° N, 2,445272° O                  | Schloss (Herrenhaus)  |                                                                                              |      |
| Schloss Pigny Château au nord de Pigny                                   | Pigny 47,176739° N, 2,438902° O                  | Schloss               | Nördlich von Pigny                                                                           |      |
| Schloss Le Plaix Château du Plaix                                        | Chezal-Benoît                                    | Schloss               |                                                                                              |      |
| Schloss Le Plaix Château du Plaix                                        | Saint-Hilaire-en-Lignières                       | Schloss               |                                                                                              |      |
| Schloss La Planche Château La Planche                                    | Charenton-du-Cher                                | Schloss               |                                                                                              |      |
| Schloss La Planche Château de la Planche                                 | Presly                                           | Schloss               |                                                                                              |      |
| Schloss Le Plessis Château du Plessis                                    | La Celle-Condé                                   | Schloss               |                                                                                              |      |
| Schloss Le Plessis Château du Plessis                                    | Lignières                                        | Schloss               |                                                                                              |      |
| Schloss Poisieux Château de Poisieux                                     | Saint-Georges-de-Poisieux                        | Schloss               |                                                                                              |      |
| Schloss Le Pondy Château du Pondy                                        | Le Pondy                                         | Schloss               |                                                                                              |      |
| Schloss Le Ponthereau Château du Ponthereau                              | Massay                                           | Schloss               |                                                                                              |      |
| Schloss Les Porteaux Château des Porteaux                                | Veaugues                                         | Schloss               |                                                                                              |      |
| Schloss Le Préau Château du Préau                                        | Nohant-en-Goût                                   | Schloss               |                                                                                              |      |
| Schloss Préfond Château de Préfond                                       | Bengy-sur-Craon                                  | Schloss               |                                                                                              |      |
| Schloss Préfonds Château de Préfonds                                     | Presly                                           | Schloss               |                                                                                              |      |
| Schloss Pregiraud Château de Pregiraud                                   | Saint-Loup-des-Chaumes                           | Schloss               |                                                                                              |      |
| Schloss Les Prés Château des Prés                                        | Presly                                           | Schloss               |                                                                                              |      |
| Schloss La Preugne Château de la Preugne                                 | Préveranges                                      | Schloss               |                                                                                              |      |
| Schloss Preuil Château de Preuil                                         | Vallenay                                         | Schloss               |                                                                                              |      |
| Schloss Prunay Château de Prunay                                         | Morthomiers                                      | Schloss               |                                                                                              |      |
| Schloss Puy Verday Château de Puy Verday                                 | Nohant-en-Goût                                   | Schloss               |                                                                                              |      |
| Schloss Puyvallée Château de Puyvallée                                   | Vasselay                                         | Schloss               |                                                                                              |      |
| Schloss Quantilly Château de Quantilly                                   | Quantilly                                        | Schloss               |                                                                                              |      |
| Schloss Quincy Château de Quincy                                         | Quincy                                           | Schloss               |                                                                                              |      |
| Schloss Ragis Château de Ragis                                           | Oizon                                            | Schloss               |                                                                                              |      |
| Schloss Les Rauches Château des Rauches                                  | Argenvières                                      | Schloss               |                                                                                              |      |
| Schloss Les Réaux Château des Réaux                                      | Le Chautay                                       | Schloss               |                                                                                              |      |
| Schloss Renaud Château-Renaud                                            | Germigny-l’Exempt                                | Schloss               |                                                                                              |      |
| Schloss La Retraite Château de la Retraite                               | Ivoy-le-Pré                                      | Schloss               |                                                                                              |      |
| Schloss Le Reuilly Château du Reuilly                                    | Presly                                           | Schloss               |                                                                                              |      |
| Schloss Les Rhodons Château des Rhodons                                  | Presly                                           | Schloss               |                                                                                              |      |
| Schloss Les Ribottets Château les Ribottets                              | Argent-sur-Sauldre                               | Schloss               |                                                                                              |      |
| Schloss Les Rimberts Château des Rimberts                                | Lunery                                           | Schloss               |                                                                                              |      |
| Schloss Les Roches Château des Roches                                    | Saint-Bouize                                     | Schloss               |                                                                                              |      |
| Schloss Les Roches Château des Roches                                    | Vailly-sur-Sauldre                               | Schloss               |                                                                                              |      |
| Schloss La Ronde Château de la Ronde                                     | Saint-Pierre-les-Bois                            | Schloss               |                                                                                              |      |
| Schloss Rosières Château de Rosières                                     | Lunery                                           | Schloss               |                                                                                              |      |
| Schloss La Rouhanne Château de la Rouhanne                               | Vesdun                                           | Schloss               |                                                                                              |      |
| Schloss Les Rousseaux Château des Rousseaux                              | Sainte-Montaine                                  | Schloss               |                                                                                              |      |
| Schloss Rousson Château de Rousson                                       | Saint-Loup-des-Chaumes                           | Schloss               |                                                                                              |      |
| Schloss Rozay Château de Rozay                                           | Saint-Georges-sur-la-Prée                        | Schloss               |                                                                                              |      |
| Schloss Rozé Château Rozé                                                | Trouy                                            | Schloss               |                                                                                              |      |
| Burg Sagonne Château de Sagonne                                          | Sagonne                                          | Burg                  |                                                                                              |      |
| Schloss Saint-Céols Château de Saint-Céols                               | Saint-Céols                                      | Schloss               |                                                                                              |      |
| Schloss Saint-Florent-sur-Cher Château de Saint-Florent-sur-Cher         | Saint-Florent-sur-Cher                           | Schloss               | Heute das Rathaus (Mairie)                                                                   |      |
| Schloss Saint-Georges Château de Saint-Georges                           | Saint-Georges-sur-Moulon                         | Schloss               |                                                                                              |      |
| Schloss Saint-Hubert Château de Saint-Hubert (Château du Grand-Chavanon) | Neuvy-sur-Barangeon                              | Schloss               |                                                                                              |      |
| Burg Saint-Jeanvrin Château de Saint-Jeanvrin                            | Saint-Jeanvrin                                   | Burg                  | Ruine                                                                                        |      |
| Schloss Saint-Léger Château de Saint-Léger                               | Saint-Léger-le-Petit                             | Schloss               |                                                                                              |      |
| Schloss Saint-Maur Château de Saint-Maur (Schloss Argent)                | Argent-sur-Sauldre                               | Schloss               |                                                                                              |      |
| Schloss Saint-Michel-de-Volangis Château de Saint-Michel-de-Volangis     | Saint-Michel-de-Volangis                         | Schloss               |                                                                                              |      |
| Schloss Saint-Pierre Château de Saint-Pierre                             | Saint-Pierre-les-Étieux                          | Schloss               |                                                                                              |      |
| Schloss La Salle Château de la Salle                                     | Colombiers                                       | Schloss               |                                                                                              |      |
| Schloss La Salle Château de la Salle                                     | La Guerche-sur-l’Aubois                          | Schloss               |                                                                                              |      |
| Schloss Sancerre Château de Sancerre                                     | Sancerre                                         | Schloss               | Ruine, hauptsächlich nur ein hoher Turm erhalten                                             |      |
| Schloss Santranges Château de Santranges                                 | Santranges                                       | Schloss               |                                                                                              |      |
| Schloss Saragosse Château de Saragosse                                   | Limeux 47,076111° N, 2,106666° O                 | Schloss               |                                                                                              |      |
| Schloss Sarré Château de Sarré                                           | Sancergues                                       | Schloss               |                                                                                              |      |
| Schloss Savoye Château de Savoye                                         | Villabon                                         | Schloss               |                                                                                              |      |
| Schloss Séry Château de Séry                                             | Rians                                            | Schloss               |                                                                                              |      |
| Schlösser Simouët Châteaux de Simouët                                    | Ménétréol-sur-Sauldre                            | Schloss               |                                                                                              |      |
| Schloss Singleton Château de Singleton                                   | Lantan                                           | Schloss               |                                                                                              |      |
| Schloss Les Sizières Château des Sizières                                | Marçais                                          | Schloss               |                                                                                              |      |
| Schloss Le Sollier Château du Sollier                                    | Le Subdray                                       | Schloss               |                                                                                              |      |
| Schloss Sommerère Château de Sommerère                                   | Presly                                           | Schloss               |                                                                                              |      |
| Schloss Soulangy Château de Soulangy                                     | Levet                                            | Schloss               |                                                                                              |      |
| Schloss Souligny Château de Souligny                                     | Saint-Vitte                                      | Schloss               |                                                                                              |      |
| Schloss Soupize Château de Soupize                                       | Vornay                                           | Schloss               |                                                                                              |      |
| Schloss Soutrin Château de Soutrin                                       | Avord                                            | Schloss               |                                                                                              |      |
| Schloss Soye Château de Soye                                             | Soye-en-Septaine                                 | Schloss               |                                                                                              |      |
| Schloss Les Stuarts Château des Stuarts                                  | Aubigny-sur-Nère                                 | Schloss               |                                                                                              |      |
| Schloss Sury-en-Vaux Château de Sury-en-Vaux                             | Sury-en-Vaux                                     | Schloss               |                                                                                              |      |
| Schloss La Talle Château de la Talle                                     | Sainte-Montaine                                  | Schloss               |                                                                                              |      |
| Schloss Terland Château de Terland                                       | Dun-sur-Auron                                    | Schloss               |                                                                                              |      |
| Schloss Thauvenay Château de Thauvenay                                   | Thauvenay                                        | Schloss               |                                                                                              |      |
| Schloss Les Thourys Château des Thourys                                  | Ennordres                                        | Schloss               |                                                                                              |      |
| Schloss Les Thureaux Château des Thureaux                                | Preuilly                                         | Schloss               |                                                                                              |      |
| Schloss Torchefoulon Château de Torchefoulon                             | Verneuil                                         | Schloss               |                                                                                              |      |
| Schloss La Touratte Château de la Touratte                               | Arcomps                                          | Schloss               |                                                                                              |      |
| Schloss Les Trois Brioux Château des Trois Brioux                        | Charentonnay                                     | Schloss               |                                                                                              |      |
| Schloss La Tuilerie Château de la Tuilerie                               | Argent-sur-Sauldre                               | Schloss               |                                                                                              |      |
| Schloss Les Tureaux Château des Tureaux                                  | Méry-ès-Bois                                     | Schloss               |                                                                                              |      |
| Schloss Turly Château de Turly                                           | Saint-Michel-de-Volangis                         | Schloss               |                                                                                              |      |
| Schloss Vailly-sur-Sauldre Château de Vailly-sur-Sauldre                 | Vailly-sur-Sauldre                               | Schloss               |                                                                                              |      |
| Schloss La Vallée Château de la Vallée                                   | Assigny                                          | Schloss               |                                                                                              |      |
| Schloss Vallenay Château de Vallenay                                     | Vallenay                                         | Schloss               |                                                                                              |      |
| Herrenhaus Varennes Maison de Varennes                                   | Montlouis                                        | Schloss (Herrenhaus)  |                                                                                              |      |
| Schloss Les Varennes Château des Varennes                                | Nançay                                           | Schloss               |                                                                                              |      |
| Schloss Varye Château de Varye                                           | Saint-Doulchard                                  | Schloss               |                                                                                              |      |
| Schloss Les Vaslins Château des Vaslins                                  | Venesmes                                         | Schloss               |                                                                                              |      |
| Schloss Vaufreland Château de Vaufreland                                 | Vinon                                            | Schloss               |                                                                                              |      |
| Schloss Vauvredon Château de Vauvredon                                   | Crézancy-en-Sancerre                             | Schloss               |                                                                                              |      |
| Schloss Vauvrille Château de Vauvrille                                   | Garigny                                          | Schloss               |                                                                                              |      |
| Schloss Le Vernay Château du Vernay                                      | Saint-Éloy-de-Gy                                 | Schloss               |                                                                                              |      |
| Schloss Le Vernet Château du Vernet                                      | Santranges                                       | Schloss               |                                                                                              |      |
| Schloss La Verrerie Château de La Verrerie                               | Oizon                                            | Schloss               |                                                                                              |      |
| Schloss Verrières Château de Verrières                                   | Nérondes                                         | Schloss               |                                                                                              |      |
| Schloss Vert Château Vert                                                | Marseilles-lès-Aubigny                           | Schloss               |                                                                                              |      |
| Schloss Vesvre Château de Vesvre                                         | Augy-sur-Aubois                                  | Schloss               |                                                                                              |      |
| Schloss Le Veuillin Château du Veuillin                                  | Apremont-sur-Allier                              | Schloss               |                                                                                              |      |
| Schloss La Vèvre Château de la Vèvre                                     | Bussy                                            | Schloss               |                                                                                              |      |
| Burg Vèvre Ensemble castral de Vèvre                                     | Neuvy-Deux-Clochers                              | Burg                  |                                                                                              |      |
| Schloss La Vieille Forêt Château de la Vieille Forêt                     | Le Châtelet                                      | Schloss               |                                                                                              |      |
| Schloss Vierzon Château de Vierzon                                       | Vierzon                                          | Schloss               |                                                                                              |      |
| Schloss Vieux Nancay Château de Vieux Nancay                             | Nançay                                           | Schloss               |                                                                                              |      |
| Schloss vieux Château vieux de Neuilly-en-Sancerre                       | Neuilly-en-Sancerre                              | Schloss               |                                                                                              |      |
| Schloss La Vignette Château de la Vignette                               | Vailly-sur-Sauldre                               | Schloss               |                                                                                              |      |
| Schloss Vilaine Château de Vilaine                                       | Charly                                           | Schloss               |                                                                                              |      |
| Schloss Villaine Château de Villaine                                     | Saint-Denis-de-Palin                             | Schloss               |                                                                                              |      |
| Schloss Villattes Château de Villattes                                   | Léré                                             | Schloss               |                                                                                              |      |
| Schloss Villecomte Château de Villecomte                                 | Sainte-Solange                                   | Schloss               |                                                                                              |      |
| Schloss Villegenon Château de Villegenon                                 | Villegenon                                       | Schloss               |                                                                                              |      |
| Schloss Villemenard Château de Villemenard                               | Saint-Germain-du-Puy                             | Schloss               |                                                                                              |      |
| Schloss Villemenard Château de Villemenard                               | Vignoux-sur-Barangeon                            | Schloss               |                                                                                              |      |
| Schloss Villeneuve-sur-Cher Château de Villeneuve-sur-Cher               | Villeneuve-sur-Cher                              | Schloss               |                                                                                              |      |
| Schloss Villequiers Château de Villequiers                               | Villequiers                                      | Schloss               |                                                                                              |      |
| Schloss Villiers Château de Villiers                                     | Chassy                                           | Schloss               |                                                                                              |      |
| Schloss Villiers Château de Villiers                                     | Montlouis                                        | Schloss               |                                                                                              |      |
| Schloss Vinon Château de Vinon                                           | Vinon                                            | Schloss               |                                                                                              |      |
| Schloss Voisine Château de Voisine                                       | Nançay                                           | Schloss               |                                                                                              |      |
| Schloss Vouzay Château de Vouzay                                         | Bourges                                          | Schloss               |                                                                                              |      |
| Schloss Vouzeron Château de Vouzeron                                     | Vouzeron                                         | Schloss               |                                                                                              |      |
| Schloss Yssertieux Château d'Yssertieux                                  | Chalivoy-Milon                                   | Schloss               |                                                                                              |      |